# 21076 Кокошка
21076 Кокошка (21076 Kokoschka) — астероїд головного поясу, відкритий 12 вересня 1991 року.
Тіссеранів параметр щодо Юпітера — 3,482.